# Phyllophaga pentaphylla
Phyllophaga pentaphylla är en skalbaggsart som beskrevs av Bates 1888. Phyllophaga pentaphylla ingår i släktet Phyllophaga och familjen Melolonthidae. Inga underarter finns listade i Catalogue of Life.